# Thanapol Thongtueng
Thanapol Thongtueng (thailändisch ธนพล ทองทึง, * 4. Dezember 1999 in Nonthaburi) ist ein thailändischer Fußballspieler.

## Karriere
Thanapol Thongtueng erlernte das Fußballspielen in der Jugendmannschaft vom Chainat Hornbill FC. Der Verein aus Chainat spielte in der ersten Liga des Landes, der Thai League. Ende 2019 musste der Verein in die zweite Liga absteigen. Das erste halbe Jahr 2020 spielte er in der zweiten Mannschaft von Chainat. Mitte 2020 wechselte er zum MOF Customs United FC. Der Verein aus der thailändischen Hauptstadt Bangkok spielte in der zweiten Liga, der Thai League 2. Sein Zweitligadebüt gab er am 19. Dezember 2020 im Auswärtsspiel beim Phrae United FC. Hier stand er in der Startelf und spielte die kompletten 90 Minuten. Phrae United gewann das Spiel mit 4:1. Ende 2020 wurde sein Vertrag nicht verlängert.
Seit dem 1. Januar 2021 ist Thongtueng vertrags- und vereinslos.